# 14595 Peaker
14595 Peaker è un asteroide della fascia principale. Scoperto nel 1998, presenta un'orbita caratterizzata da un semiasse maggiore pari a 2,5617373 UA e da un'eccentricità di 0,2348084, inclinata di 4,81812° rispetto all'eclittica.